# Shota Tamura
Shota Tamura (田村 翔太 Tamura Shota?, Aichi, 4 de febrero de 1995) es un futbolista japonés que juega como delantero en el Nara Club.

## Trayectoria

### Clubes
| Club                            | País  | Año       |
| ------------------------------- | ----- | --------- |
| Shonan Bellmare                 | Japón | 2013-2017 |
| Fukushima United F. C. (cedido) | Japón | 2014-2015 |
| Fukushima United F. C. (cedido) | Japón | 2017      |
| Fukushima United F. C.          | Japón | 2018      |
| Roasso Kumamoto                 | Japón | 2019-2020 |
| Suzuka Point Getters            | Japón | 2021      |
| Veertien Mie                    | Japón | 2022-2024 |
| Nara Club                       | Japón | 2025-     |